# Letní koupaliště Ostrava-Poruba
Letní koupaliště Ostrava-Poruba je největší venkovní plovárna (bazén) ve střední Evropě, která se nachází v západní části Ostravy-Poruby v Moravskoslezském kraji. Vodní plocha má rozlohu 41 200 m2. Areál pojme až 15 tisíc návštěvníků, průměrná roční návštěvnost je 115 tisíc. 
Koupaliště je vybaveno tobogány, dětskými brouzdališti, několika hřišti (streetball, plážový volejbal, badminton, nohejbal, malý fotbal), tenisovými kurty, minigolfem, půjčovnami lodiček a sportovního nářadí atp. V areálu je také možnost občerstvení, úschovy kol a cenností atp. Koupaliště je dostupné tramvajovou dopravou. Kapacita přilehlých parkovišť je 600 míst. Vstup je zpoplatněný, děti do 6 let mají do areálu vstup zdarma.
Provozovatelem je městská společnost Sportovní a rekreační zařízení města Ostravy, s.r.o. (SAREZA).

## Technické parametry
Vodní plocha se nachází v nadmořské výšce 232 m n. m. Rozměr plaveckého bazénu v nejdelším místě je 380 m, v nejširším 220 m, v nejmělčejším 1,4 m a v nehlubším 3,8 m. Areál mimo vodních ploch tří bazénů zahrnuje cca 50 000 tis. m2 travního porostu a cca 20 000 m2 lesoparku. Dětský miniareál se 3 pískovišti, prolézačkami a houpačkami má rozlohu 4 000 m2.
|                       | Vodní plocha [m2] | Objem [m3] | Hloubka [cm] |
| --------------------- | ----------------- | ---------- | ------------ |
| Velký plavecký bazén  | 33 200            | 78 700     | 140–380      |
| Malý neplavecký bazén | 8 000             | 8 000      | 50–140       |
| Dětský bazén          | 1 000             | 460        | do 60        |

Tobogány a skluzavky:
- délka velkého tobogánu: 100 m
- délka velkých skluzavek (3 ks): 55 m
- dětské skluzavky: 3,5 a 10 m

## Historie
Stavba koupaliště byla zahájena v roce 1958 s celkovým nákladem 3,9 mil. Kčs. Teprve po masivním přispění občanů, kteří na stavbě odpracovali zdarma celkem 212 000 brigádnických hodin v rámci akce Z, bylo koupaliště dokončeno a otevřeno 15. července 1962. Po otevření dosahovala návštěvnost až 25 tis. návštěvníků denně.
Koupaliště se napouští přibližně dva týdny. Do roku 1969 přírodní vodou z Porubky, od té doby pitnou vodou z vodovodního řadu. Celkem se jedná asi o 80 mil. litrů vody (pro srovnání je to spotřeba 800–1000 domácností za dva roky). V roce 2006 byla v areálu instalována vlastní čistička , kterou je voda ve velkém plaveckém bazénu nepřetržitě filtrována, do ostatních bazénů je navíc dávkován chlor.
Veškeré objekty byly stavěny pouze na léto a bez potřebné technické dokumentace. Koupaliště bylo několikrát upravováno a renovováno dle zvyšujících se nároků na provoz, komfort služeb a požadavků na kvalitu vody.

## Další informace
V blízkosti letního koupaliště se nachází přírodní památka Porubský bludný balvan.